# 31628 Vorperian
31628 Vorperian este un asteroid din centura principală de asteroizi.

## Descriere
31628 Vorperian este un asteroid din centura principală de asteroizi. A fost descoperit pe 6 aprilie 1999 la Socorro, New Mexico, în cadrul proiectului LINEAR. Asteroidul prezintă o orbită caracterizată de o semiaxă mare de 2,53 ua, o excentricitate de 0,10 și o înclinație de 5,1° în raport cu ecliptica.